# 443. pehotni polk (Wehrmacht)
443. pehotni polk (izvirno nemško Infanterie-Regiment 443) je bil eden izmed pehotnih polkov v sestavi redne nemške kopenske vojske med drugo svetovno vojno.

## Zgodovina
Polk je bil ustanovljen 24. decembra 1941 kot Valkirska enota (nemško »Walküre«-Einheit) v WK OX.
I. bataljon je bil reorganizirani 360. bataljon deželnih strelcev, II. 426. bataljon deželnih strelcev in III. iz 416. bataljon deželnih strelcev.
Polk je bil dodeljen 416. pehotni diviziji. Valkirska enota je bila sprva poslana na Dansko. 
1. marca 1942 je bil polk preimenovan v 931. deželnostrelski polk.